# بيتر سنيل
بيتر سنيل (بالإنجليزية: Peter Snell)‏ هو لاعب أولمبي لرياضة ألعاب القوى من نيوزيلندا. شارك في الأولمبياد الصيفي في 1960–1964، وفاز بما مجموعه 3 ميداليات.

## الميداليات
| ذهب | فضة | برونز | المجموع |
| 3   | 0   | 0     | 3       |

## روابط خارجية
- بيتر سنيل على موقع الاتحاد الدولي لألعاب القوى (الإنجليزية)
- بيتر سنيل على موقع اللجنة الأولمبية الدولية (الإنجليزية)
- بيتر سنيل على موقع أوليمبيديا (الإنجليزية)
- بيتر سنيل على موقع اللجنة الأولمبية النيوزيلندية (الإنجليزية)
- بيتر سنيل على موقع اتحاد ألعاب الكومنولث (مؤرشف) (الإنجليزية)
- بيتر سنيل على موقع قاعة نيوزيلندا للمشاهير الرياضية (الإنجليزية)